# لوک د اسپوک
لوک د اسپوک (به انگلیسی: Luke the Spook) یک هواگرد ساختِ کارخانهٔ گلن ال. مارتین کمپانی در کشور ایالات متحده آمریکا است.